# Cantó d'Yerres
El cantó d'Yerres és un cantó francès del departament d'Essonne, situat al districte d'Évry. Té 2 municipis i el cap és Yerres.

## Municipis
- Brunoy (en part)
- Yerres

## Història
| Data d'elecció                           | Identitat         | Partit                     | Qualitat |
| ---------------------------------------- | ----------------- | -------------------------- | -------- |
| 1976-1994                                | Albert Galhaut    | PS, després divers gauche  |          |
| 1994-2001                                | Michel Berson     | PS                         |          |
| 2001-2008                                | François Durovray | UMP                        |          |
| 2008-                                    | Nicole Lamoth     | Divers droite, després DLR |          |
| les dades anteriors no són pas conegudes |                   |                            |          |
|                                          |                   |                            |          |

## Demografia
| A partir de 1990: Població sense dobles comptes |